# مطار كارثاغو
مطار كارثاغو (بالإنجليزية: Carthago Airport)‏ ايكاو: HSCG) هو مطار يخدم كارثاغو، يقع في ولاية البحر الأحمر في السودان.
لديها اثنين من مدارج الرمال ضعيفة.

## روابط خارجية
- Accident history for HSCG